# 四倉町 (いわき市)
四倉町（よつくらまち）は、福島県いわき市の大字である。郵便番号は979-0201。

## 地理
いわき市北東部の四倉地区に属する。北で大久町小山田、大久町小久、北東で久之浜町田之網、南で四倉町上仁井田、南西で四倉町戸田、西で四倉町白岩とそれぞれ隣接する。概ね町村制施行以前の磐城郡四ツ倉村の流れを汲む地域である。東に太平洋を臨む沿岸部の地域であり、準用河川境川流域を主な範囲とし、河口部には四倉港が置かれている。港やJR常磐線四ツ倉駅を中心に市街地が広がり、西側の山間の平地では水田が広がる。北側の丘陵地はいわき四倉中核工業団地として大規模に造成された。内郷御厩町内に所在するいわき中央警察署及び四倉町に所在する平消防署四倉分署がそれぞれ管轄にあたる。

### 主な字
字
- 六丁目
- 志津
- 太夫坂
- 八日十日
- 和具

- 栗木作
- 田戸
- 田戸前
- 町田
- 寺作

- 北向
- 鬼越
- 西一丁目
- 西二丁目
- 西三丁目

- 西四丁目
- 五丁目
- 東四丁目
- 東三丁目
- 東二丁目

- 東一丁目
- 梅ケ丘
- 梅ケ丘南

### 河川
- 境川
  - 境川水門

## 歴史
- 1879年1月27日 - 幕府領四ツ倉村が福島県内における郡区町村制の施行により磐城郡の村となる[4]。
- 1889年4月1日 - 町村制の施行により四ツ倉村が単独町制施行し四ツ倉町が発足する。[4]。
- 1896年4月1日 - 磐城郡と周辺郡との合併により石城郡が発足し、石城郡四ツ倉町となる[4]。
- 1955年3月10日 - 四ツ倉町が大浦村、大野村と合併し、四倉町が発足する。旧四ツ倉町域は四倉町の大字となる[4]。
- 1966年10月1日 - 平市が四倉町・磐城市・常磐市・勿来市・内郷市、石城郡小川町・遠野町・川前村・田人村・好間村・三和村、双葉郡久之浜町・大久村と合併しいわき市となり、いわき市四倉地区の大字となる[4]。

## 世帯数と人口
2024年11月1日現在の世帯数と人口は以下の通りである。
| 大字   | 世帯数   | 男性    | 女性    | 総合人口 |
| ------ | -------- | ------- | ------- | -------- |
| 四倉町 | 5991世帯 | 6,772人 | 7,244人 | 14,016人 |

## 小・中学校の学区
市立小・中学校に通う場合、学区は以下の通りとなる。
| 番地 | 小学校               | 中学校               |
| ---- | -------------------- | -------------------- |
| 全域 | いわき市立四倉小学校 | いわき市立四倉中学校 |

## 交通

### 鉄道
- JR常磐線
  - 四ツ倉駅

### 道路
- 国道6号
  - 道の駅よつくら港
  - 久之浜バイパス
- 福島県道41号小野四倉線
- 福島県道160号四倉停車場線
- 福島県道382号豊間四倉線
- 福島県道395号四倉久之浜線

## 施設
- 林野庁関東森林管理局磐城森林管理署
- いわき市役所四倉支所
- 福島県立四倉高等学校
  - 福島県立ふたば支援学校 四倉校舎
- いわき市立四倉中学校
- いわき市立四倉小学校
- いわき市立大野小学校
- いわき市立四倉図書館
- 四倉郵便局
- 四倉新町郵便局
- マルト 四倉店
- コメリ ハード＆グリーン四倉店
- 福島トヨタ自動車 いわき四倉店
- 太平洋健康センター いわき蟹洗温泉
- いわき四倉中核工業団地